# Krackentännig
Der Krackentännig ist ein Waldgebiet im Steigerwaldvorland. Es liegt im Stadtgebiet von Prichsenstadt im unterfränkischen Landkreis Kitzingen, nordöstlich des Ortes Neudorf, einem Stadtteil von Prichsenstadt, und erstreckt sich über eine Fläche von etwa 29 Hektar.

## Geographische Lage
Das Waldgebiet liegt im östlichen Teil des Naturraums Steigerwaldvorland und umfasst einen Teil des Bachverlaufs des Gänsseegrabens, welcher nach westlichem Lauf als Neudorfer Graben in die Schwarzach mündet. Die Waldfläche liegt grob zwischen den Orten Neudorf im Südwesten, Siegendorf im Südosten und Breitbach im Osten, einem Ortsteil von Oberschwarzach. Westlich liegt ein kleiner Weiher, und nördlich des Gebietes befindet sich die Bundesstraße 22.

## Schutzgebiet
Im südlichen Teil des Waldgebietes liegt der knapp drei Hektar große Naturwald Krackentännig. Im Rahmen des Volksbegehrens Artenvielfalt und Naturschönheit in Bayern kündigte die bayerische Staatsregierung an, zehn Prozent des Staatswaldes aus der Nutzung zu nehmen. Als Teil dieser Maßnahme wurde dieser Wald 2022 als Schutzgebiet ausgewiesen. Der Schutzgrund ist, dass es sich hierbei um einen seltenen Waldbestand aus Eschen und Schwarzerlen handelt. Er gehört zu den wenigen Naturwäldern im Landkreis Kitzingen.

## Wald- und Besitzstruktur
Etwa 27 Hektar des Waldgebietes werden von den Bayerischen Staatsforsten verwaltet. Wenige kleine Flächen im Norden und Süden befinden sich im Privatwaldbesitz. Das Waldgebiet besteht vor allem aus Eichen, die auf einem Großteil des Waldes vorkommen. An den Rändern wachsen Buchen und andere Laubbaumarten. Im westlichen Teil des Waldes und auf den Privatflächen im Süden stehen auch einige Fichten und Kiefern, die jedoch nur einen kleinen Teil des Waldes abdecken.